# Pagsanjan-Wasserfall

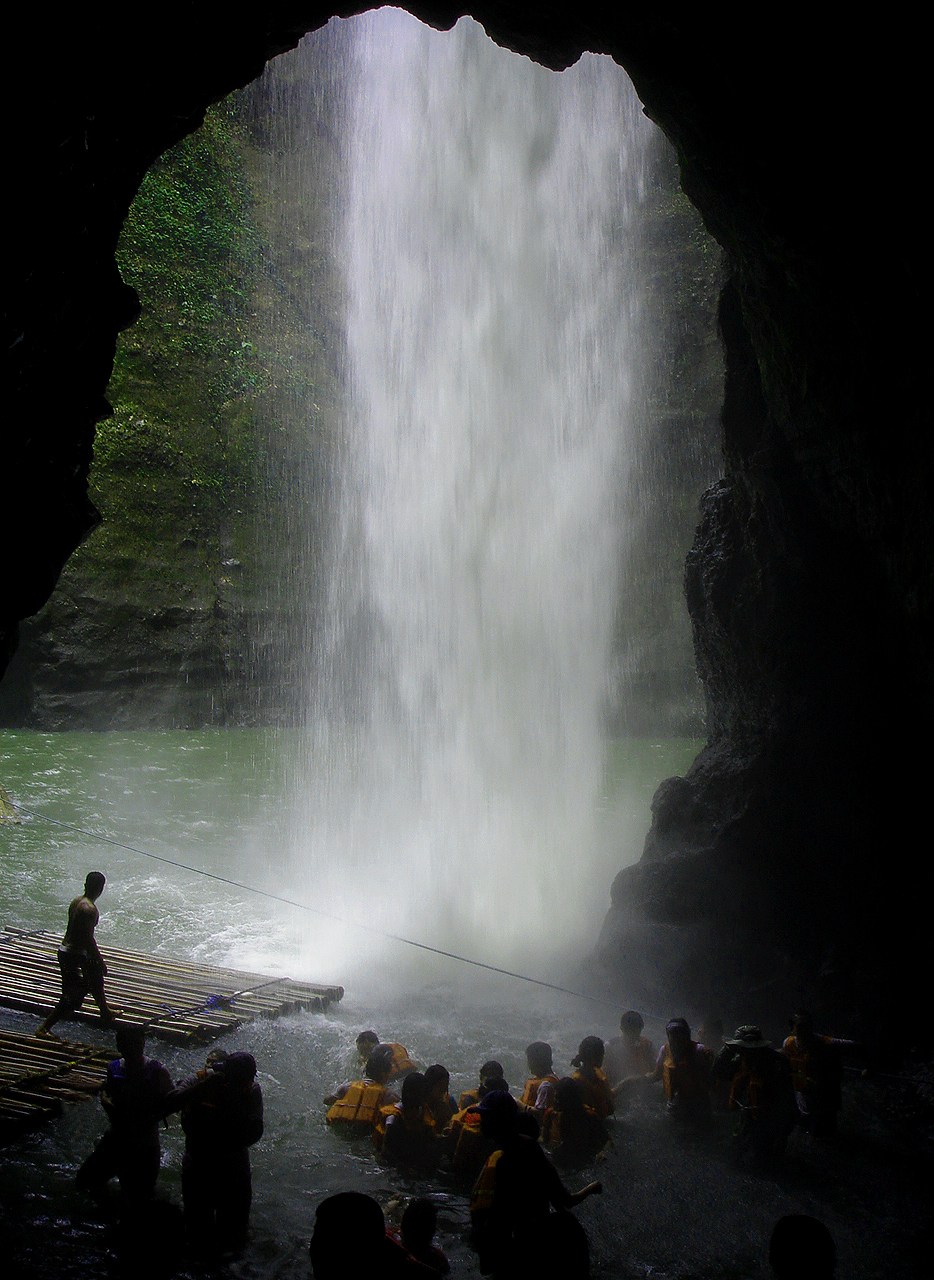
Sicht der Pagsanjan-Fälle aus der von ihnen verdeckten Höhle heraus.

Der Pagsanjan-Wasserfall (einheimischer Name: Talon ng Magdapio, „Magdapio-Wasserfall“) hat eine Fallhöhe von 90 m und befinden sich vier Kilometer östlich von Pagsanjan in der philippinischen Provinz Laguna. Er ist einer der berühmtesten Wasserfälle der Philippinen und gehört zu den größten touristischen Sehenswürdigkeiten der Region. Der Ort Pagsanjan selbst wurde bereits in der frühen spanischen Kolonialzeit gegründet und liegt an der Vereinigungsstelle zweier Flüsse, des Balanac und des Bumbungan.

## Allgemeines
Während die Wasserfälle allgemein unter dem Namen Pagsanjan-Wasserfall bekannt sind, werden sie von den Einheimischen nach wie vor als „Magdapio-Fälle“ bezeichnet, benannt nach einem Mann, der der Legende nach für den Ursprung der Fälle verantwortlich war. Tatsächlich gehören sie nicht zum Ortsgebiet von Pagsanjan, sondern befinden sich in der Zuständigkeit der Ortschaft Cavinti. Pagsanjan, der Ausgangspunkt für einen Besuch der Fälle, befindet sich etwa 92 km südlich von Manila.
Im Sommer 1902 entdeckte ein US-amerikanischer, presbyterianischer Missionar, J. Eugene Snook, die Magdapio-Fälle. Nach seiner Rückkehr nach Manila schrieb er seine Erlebnisse nieder und bezeichnete die Fälle darin als „Pagsanjan-Wasserfall“. Seine Geschichte wurde zusammen mit begleitenden Fotografien der Fälle von einer populären Zeitung Manilas, „The Cablenews American“, gedruckt, und machte die Fälle auf diese Weise in den Städten und Provinzen des damals von den USA beanspruchten Landes weitläufig bekannt. Aus diesem Grund kennt man sie auch heute noch unter dem Namen Pagsanjan-Wasserfall.

## Beschreibung

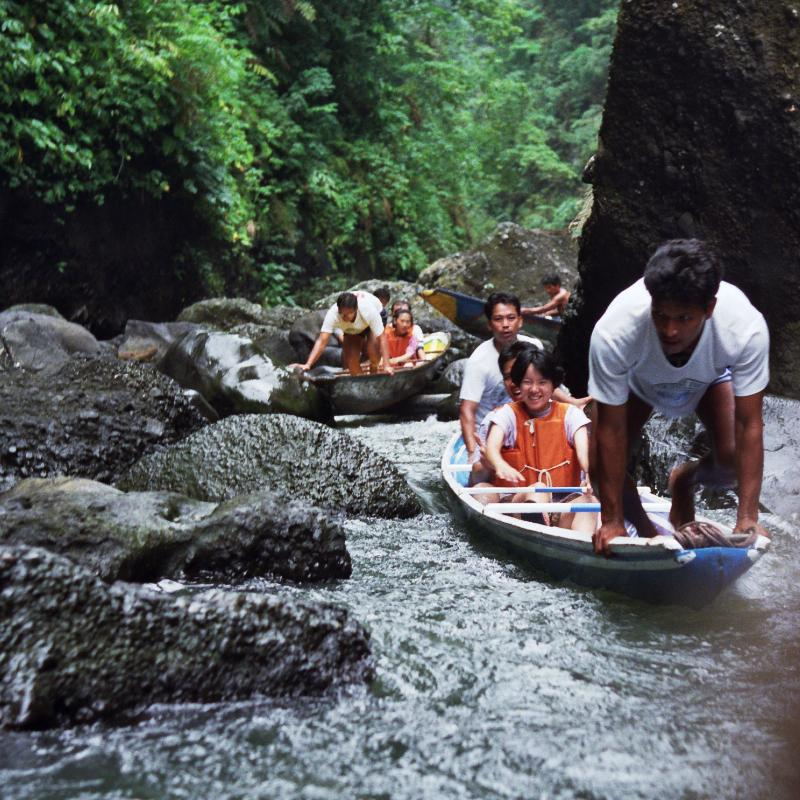
Bootsfahrt zum Wasserfall

Die Fälle führten zu einem starken Touristenstrom in das Gebiet von Pagsanjan. Die Fälle dabei sind nicht über den Landweg zu erreichen. Der einzige Zugang bietet der von den Wasserfällen gespeiste Fluss Bumbungan River. Von Pagsanjan aus werden die Besucher gegen Gebühr mit einbaumartigen Booten stromaufwärts zu den Fällen gefahren. Die Führer werden „Bankeros“ genannt. An nicht schiffbaren Stellen des Flusses müssen die Boote von den Führern über felsige Absätze gezogen werden, was teilweise durch in den Felsen verankerte Stahlrohre als Gleithilfe erleichtert wird. Die Fahrt bis zum Ziel dauert daher über eine Stunde, während die Rückfahrt durch die Stromschnellen begünstigt deutlich schneller ist. Entlang des Weges sind weitere kleinere Fälle zu sehen, die den Fluss von links und rechts mit Wasser speisen. In der Regenzeit, zwischen August und September, führt der Fluss weitaus mehr Wasser.
Die Pagsanjan Fälle sind eingefasst durch steinerne Klippen, die fast 100 m in den Urwald aufragen und mit wilden Orchideen, Farnen und Kletterpflanzen bewachsen sind. Das Wasser der Fälle stürzt in einen natürlichen Pool, in dem man schwimmen und tauchen kann. In dem Wasserbecken sind Bambusflöße vorbereitet, auf denen die Besucher durch den Wasservorhang der Fälle schließlich in eine dahinter liegende Höhle gezogen werden. In der Umgebung befinden sich einige Höhlen, die für ihre Akustik bekannt sind und besichtigt werden können.

## Legende
Einer Legende zufolge existierten die Fälle vor langer Zeit noch nicht. Damals gab nur das von Urwald bedeckte Hochland, die beiden Flüsse Bumbungan und Balanac, sowie das Delta an Schwemmland, in dem sich heute die Ortschaft Pagsanjan ausbreitet. Am östlichen Ufer des Bumbungan Rivers lebten zwei alte Brüder namens Balubad und Magdapio. Über viele Jahre genossen die beiden ihr bescheidenes und friedliches Leben, ehe eines Tages ein Schicksalsschlag ihr Dasein veränderte. Eine fürchterliche Dürreperiode brachte Tod und Armut über das Land. Mehrere aufeinander folgende Monate blieb jedweder Niederschlag aus, so dass der Boden vertrocknete und die Blumen wie auch die Feldfrüchte abstarben, weshalb auch die Vögel, Waldtiere und wilden Hunde verschwanden. Auch die Flüsse, Bäche und Quellen versiegten und trockneten aus.
Balubad und Magdapio litten Hunger und so beteten sie Tag und Nacht, dass endlich Regen kommen möge, doch Gott erhörte ihre Gebete nicht. Der ältere und schwächere der beiden Brüder, Balubad, starb zuerst, und Magdapio beerdigte ihn an dem Abhang eines Berges, von wo aus man das Flussdelta übersehen konnte. Dieser Berg wird seither Balubad genannt. Nunmehr alleine schleppte sich Magdapio in die höheren Regionen des ausgetrockneten Flussbettes, bis er nach einem mühseligen Marsch die hohen Steinklippen inmitten des Urwaldes erreichte. Doch zu seiner großen Enttäuschung fand er auch hier kein Wasser.
„Oh Gott!“ stöhnte er daraufhin verbittert, „wo ist das Wasser?“ Verzweifelt und deprimiert schlug er seinen großen Stock gegen den Felsen. Plötzlich sprudelte Wasser aus dem Punkt, an dem sein Stock den Fels getroffen hatte. Die Quelle wurde schnell größer und das frische Wasser, das aus der Felswand drang, schwoll an und bildete alsbald einen grandiosen Wasserfall. Erstaunt über dieses Wunder fiel Magdapio auf seine Knie und dankte Gott für diese Gabe. Auf diese Weise, so erzählt man sich, sind die heute berühmten Pagsanjan-Wasserfälle entstanden.